# Rodriguez (Rizal)
Pour les articles homonymes, voir Rodriguez.
Rodriguez est une municipalité de la province de Rizal, aux Philippines.